# Safe Harbor Privacy Principles
De Safe Harbor Privacy Principles of EU-VS Safe Harbor (in het Nederlands voluit "Veiligehavenbeginselen voor de bescherming van de persoonlijke levenssfeer") was een tussen 1998 en 2000 ontwikkelde reeks praktijkbeginselen die tot doel had Amerikaanse bedrijven persoonsgegevens afkomstig uit de Europese Unie te laten opslaan in overeenstemming met de Europese richtlijn persoonsgegevens. In het Nederlands heten ze de "Veiligehavenbeginselen voor de bescherming van de persoonlijke levenssfeer".
Het Europees Hof van Justitie oordeelde op 6 oktober 2015 echter dat dit verdrag onvoldoende garanties bood dat de Europese privacywetgeving gehandhaafd werd. Het EU-VS-privacyschild verving per 12 juli 2016 het oude Safe Harbor-verdrag. Het EU-VS-privacyschild werd echter op 16 juli 2020 ook door het Europees Hof van Justitie ongeldig verklaard.